# 坊城俊広
坊城俊広（ぼうじょう としひろ、寛永4年（1627年） - 元禄15年（1703年）3月3日）は、江戸時代前期の公卿。

## 官歴
- 寛永11年（1634年）：右兵衛佐
- 寛永16年（1639年）：正五位下
- 寛永20年（1643年）：権右少弁、蔵人、正五位上
- 正保元年（1644年）：右少弁
- 正保2年（1645年）：左少弁
- 正保3年（1646年）：右中弁
- 慶安2年（1649年）：左中弁、従四位下
- 慶安3年（1650年）：右大弁、正四位上
- 承応元年（1652年）：参議
- 承応3年（1654年）：従三位
- 明暦元年（1655年）：権中納言
- 明暦2年（1656年）：踏歌節会外弁
- 明暦3年（1657年）：正三位
- 万治3年（1660年）：従二位、権大納言
- 寛文元年（1661年）：神宮伝奏
- 寛文7年（1667年）：正二位
- 貞享元年（1684年）：本院伝奏
- 貞享4年（1687年）：従一位

## 系譜
- 父：坊城俊完
- 母：岩倉具堯の娘
- 弟：松崎俊章
- 子：坊城俊方
- 子：坊城俊清